# Beke Dániel
Beke Dániel (? – 1661. március 14.) unitárius lelkész, erdélyi magyar unitárius püspök 1636-tól haláláig.
Bordosi lelkész volt, akit 1636-ban választottak meg unitárius püspökké. Csak 1637-ben költözött Kolozsvárra, és az 1638-as dési országgyűlésen igyekezett előadni és rendezni az unitárius egyház főbb nézeteit. A dési egyezményt 56 országgyűlés tagon kívül maga I. Rákóczi György erdélyi fejedelem is aláírta. Az egyezmény ugyanakkor a szombatosokat kizárta az unitáriusok köréből.
Beke Dániel idejében szűntek meg a dézsi és a belső-szolnoki unitárius gyülekezetek. A püspök 25 évnyi kormányzás után 1661-ben hunyt el.